# Sangre cita
Sangre cita es el cuarto y último álbum de estudio del dúo chileno Dënver, lanzado el 5 de octubre de 2015. El disco cuenta con la colaboración de los artistas Fanny Leona (vocalista de Playa Gótica), (me llamo) Sebastián y Pedropiedra.
Sangre cita es uno de los discos chilenos más difundidos del último tiempo, contando con seis sencillos y sus respectivos videoclips.

## Lista de canciones
Todas las canciones escritas y compuestas por Milton Mahan. 
| N.º   | Título                                    | Vocalista principal         | Duración |  |
| 1.    | «Noche Profunda»                          | Montenegro                  | 3:05     |  |
| 2.    | «El Fondo del Barro»                      | Mahan                       | 4:00     |  |
| 3.    | «Mai Lov»                                 | Montenegro                  | 3:12     |  |
| 4.    | «Bola Disco»                              | Mahan                       | 3:31     |  |
| 5.    | «La Última Canción»                       | Montenegro                  | 4:55     |  |
| 6.    | «Pequeños Momentos de Satisfacción»       | Montenegro                  | 2:05     |  |
| 7.    | «Yo Para Ti No Soy Nadie»                 | Montenegro                  | 3:40     |  |
| 8.    | «El Infierno»                             | Mahan                       | 4:33     |  |
| 9.    | «Mi Derrota»                              | Montenegro                  | 3:46     |  |
| 10.   | «La Lava (con Fanny Leona)»               | Mahan, Fanny Leona          | 4:15     |  |
| 11.   | «Los Vampiros (con (me llamo) Sebastián)» | Mahan, (me llamo) Sebastián | 4:25     |  |
| 12.   | «Sangrecita (con Pedropiedra)»            | Mahan                       | 4:42     |  |
| 46:18 |                                           |                             |          |  |

## Personal
Dënver
- Milton Mahan: voz, coros, bajo, guitarras y teclados.
- Mariana Montenegro: voz, coros y teclados.

Músicos invitados
- Fanny Leona: voz en La lava y coros en Los vampiros.
- (me llamo) Sebastián: voz en Los vampiros.
- Pedropiedra: voz y guitarra en Sangrecita.
- Nicolás Ramírez: percusiones y efectos percusivos.
- Fabián Flores: coros en Sangrecita y Los vampiros.
- Juan Eduardo Contreras: coros en Sangrecita.
- Jorge Cumsille Díaz: coros en Sangrecita.

- Datos: Q21483875